# Obrocești
Obrocești – wieś w Rumunii, w okręgu Vâlcea, w gminie Stroești. W 2011 roku liczyła 349 mieszkańców.